# 제17회 제주국제장애인인권영화제
제17회 제주국제장애인인권영화제는 2016년 11월 5일에 열린 시상식이다.

## 수상 및 후보

### 대상
- 설희 - 배연희 수상

### 최우수상
- 영우 - 강민지 수상

### 장려상
- 어떤미움 - 조해진 수상
- 두근두근, 안녕 - 정서영 수상

### 상영작
- 두근두근, 안녕 - 정서영
- 엔딩 노트 - 스나다 마미
- 그늘 - 정종국
- 다운 인 넘버 5 - 김 스펄록
- 을의로멘스 - 고훈
- 어떤미움 - 조해진
- 바이 - 안소니 모리슨
- 46/47 - 나딘 헤인제
- 우리는 멈추지 않는다 - 금천장애인자립센터
- 우주의 닭 - 변성빈
- 만약 - 정승천
- 천국의 속삭임 - 크리스티아노 보르토네
- 영우 - 강민지
- 매일매일 알츠하이머 - 유카 세키구치
- 드로나 & 미 - 캐서린 반 캄펜
- 설희 - 배연희